# Cantone di Guiscard
Il Cantone di Guiscard era una divisione amministrativa dell'arrondissement di Compiègne.
È stato soppresso a seguito della riforma complessiva dei cantoni del 2014, che è entrata in vigore con le elezioni dipartimentali del 2015.
Comprendeva i comuni di:
- Beaugies-sous-Bois
- Berlancourt
- Bussy
- Campagne
- Catigny
- Crisolles
- Flavy-le-Meldeux
- Fréniches
- Frétoy-le-Château
- Golancourt
- Guiscard
- Libermont
- Maucourt
- Muirancourt
- Ognolles
- Le Plessis-Patte-d'Oie
- Quesmy
- Sermaize
- Solente
- Villeselve